# Texas in My Soul
Texas in My Soul es el séptimo álbum de estudio del músico estadounidense Willie Nelson publicado por la compañía discográfica RCA Records en 1968. Fue un temprano álbum conceptual que tuvo como objetivo rendir homenaje al Estado de Texas. La portada original del álbum incluyó El Álamo junto con varios proyectos de construcción de San Antonio: la Torre de las Américas y el HemisFair Arena. El sencillo "San Antonio" alcanzó el puesto 50 en la lista estadounidense de canciones country.

## Lista de canciones
1. "Dallas" (Dewey Groom, Don Stovall) - 2:16
2. "San Antonio" (Jerry Blanton) - 2:32
3. "Streets of Laredo" (Tradicional) - 3:33
4. "Who Put All My Ex's in Texas" (Eddie Rabbitt-Tony Moon-Larry Lee)-2:16
5. "The Hill Country Theme" (Cindy Walker) - 2:20
6. "Waltz Across Texas" (Ernest Tubb) - 2:28
7. "William Barrett Travis Letter" (Merle Travis) - 2:05
8. "Remember the Alamo" (Jane Bowers) - 2:57
9. "Texas in My Soul" (Zeb Turner, Tubb) - 2:02
10. "There's a Little Bit of Everything in Texas" (Tubb) - 2:21
11. "Beautiful Texas" (O'Daniel) - 2:41

## Personal
- Willie Nelson - voz y guitarra acústica.
- Chet Atkins - guitarra.
- Grady Martin - guitarra.
- Jimmy Day - pedal steel guitar
- Ray Stevens - vibráfono y órgano.